# Grécopithèque
Graecopithecus freybergi
Genre
Espèce
Graecopithecus est un genre fossile de primates de la famille des hominidés, qui vivait en Grèce et dans les Balkans durant le Miocène supérieur, il y a environ 7,2 millions d'années.

## Historique
Une mandibule fragmentaire fut trouvée en 1944 à Pyrgos Vassilissis, au nord-ouest d'Athènes, semble-t-il par des soldats allemands construisant un bunker, ce qui ne permit pas une étude immédiate du fossile. Celui-ci ne fut décrit et dénommé qu'en 1972, aux États-Unis, par Gustav von Koenigswald, sous le nom Graecopithecus freybergi, en référence au paléontologue qui l'avait initialement découvert :  Bruno von Freyberg . Une piscine ayant après-guerre été construite sur l'emplacement de la découverte, les fouilles ne sont malheureusement plus possibles.
En 2011, une dent isolée d'hominidé fut découverte par l'équipe de Nikolai Spassov du Muséum national d'histoire naturelle de Sofia, à Azmaka, près de Tchirpan, en Bulgarie. Elle fut attribuée lors de sa publication en 2012 à Graecopithecus freybergi.

## Description
La mandibule grecque comprend une troisième molaire (M3) très usée, la racine d'une seconde molaire (M2) et un fragment d'une prémolaire (P3). La forte usure extérieure de la mandibule et des dents a rendu leur analyse difficile.
La dent isolée bulgare est une prémolaire.
Les fossiles de Graecopithecus trouvés à ce jour étant très fragmentaires, cette espèce reste la moins bien connue parmi les hominidés européens. Certains chercheurs doutent même qu'elle représente bien une espèce distincte d'Ouranopithecus, dont des fossiles ont été trouvés dans la même région, quoique datés d'une période légèrement plus ancienne.

## Datation
Les deux fossiles grec et bulgare ont été datés entre 7,25 et 7,18 millions d'années.

## Débat
Graecopithecus freybergi était déjà considéré par une majorité de chercheurs comme un Homininae probable : en effet un examen détaillé de la mandibule au scanner, publié en 2017 par une équipe germano-canado-bulgare, a révélé une fusion des racines de deux prémolaires, caractère que l'on retrouve principalement chez les Hominina et rarement chez les Chimpanzés. De plus, les canines de la mandibule auraient été de taille réduite, ce qui est l'un des caractères définissant les Hominina. Ces deux éléments suggèrent que Graecopithecus freybergi pourrait faire partie des Hominini, voire des Hominina, sans parler de l'évolution climatique : l'Afrique était luxuriante, la Grèce une savane dans laquelle aurait plus spontanément évolué un primate vers stature debout. Dans cette dernière hypothèse, il deviendrait le plus ancien ancêtre de la lignée humaine, devançant Toumaï daté de 7 millions d'années.
Cette étude renforce la thèse de ceux qui voient l'origine des Homininae en Europe méridionale plutôt qu'en Afrique, compte tenu des nombreux fossiles de grands singes européens du Miocène moyen et supérieur trouvés jusqu'à présent, alors que seuls deux fossiles attribués aux Homininae ont été découverts à ce jour en Afrique : Nakalipithecus et Chororapithecus,.

## Films
- L‘Europe, le berceau de l’humanité ?, film documentaire de 52 minutes réalisé par Florian Breier et Rüdiger Braun (Allemagne, 2019). Diffusé sur Arte le 8 février 2020.